# Майна (Ульяновська область)
Майна (рос. Майна) — робітниче селище в Майнському районі Ульяновської області Російської Федерації.
Населення становить 6666 осіб. Входить до складу муніципального утворення Майнське міське поселення.

## Історія
Від 2004 року входить до складу муніципального утворення Майнське міське поселення.

## Населення
| 1959  | 1970  | 1979  | 1989  | 2002  | 2007  | 2009  |
| ----- | ----- | ----- | ----- | ----- | ----- | ----- |
| 5127  | ↗6701 | ↗6924 | ↗8216 | ↘7974 | ↘7457 | ↘7422 |
| 2010  | 2012  | 2013  | 2014  | 2015  | 2016  | 2017  |
| ↘7109 | ↘6943 | ↘6864 | ↘6761 | ↘6629 | ↘6465 | ↘6300 |
| 2018  | 2019  | 2020  | 2021  |       |       |       |
| ↘6223 | ↘6081 | ↘5970 | ↗6666 |       |       |       |